# العلاقات البرازيلية الأمريكية
العلاقات البرازيلية الأمريكية هي العلاقات التي تجمع بين البرازيل والولايات المتحدة. لهذه العلاقات تاريخ طويل. كانت الولايات المتحدة أول دولة تعترف باستقلال البرازيل، في حين كانت البرازيل الدولة الوحيدة من أمريكا الجنوبية التي أرسلت قواتها للقتال في صف الحلفاء في الحرب العالمية الثانية. بالرغم من عدم اتخاذ البلدين موقف المواجهة العلنية، فإنهما ترتبطان بعلاقات واهية نسبيًا، تتخلّلها فترات قصيرة من التعاون. رغم تحسّن العلاقات البرازيلية الأمريكية بشكل كبير بعد انتخاب ديلما روسيف رئيسة للبرازيل في العام 2010 والتدهور الذي شاب العلاقات البرازيلية الإيرانية مؤخرًا، فقد مرّت العلاقات بفترة من التوتر بسبب الكشف في يونيو 2013 عن برامج التنصت العالمي الأمريكية في البرازيل وافتضاح التجسس الأمريكي على روسيف. ألغت روسيف زيارة إلى الولايات المتحدة كانت مقررة في سبتمبر 2013 احتجاجًا على تلك الاكتشافات. انحسرت موجة التوتر نسبيًا في العام 2014 بعد ثبوت أن الرئيس الأمريكي باراك أوباما لم يشترك بشكل مباشر في برامج التنصت. تحسنت العلاقات بشكل ملحوظ بعد زيارة الدولة التي قامت بها روسيف في 30 يونيو 2015 إلى الولايات المتحدة، بعد عامين تقريبًا من إلغائها زيارة سابقة للولايات المتحدة بسبب فضائح التجسس. في العام 2019 وعلى إثر فوز جايير بولسونارو، حدث تقارب ملحوظ بين البلدين من جديد، إذ عقدا صفقات في مجالات البحث، والأمن والدفاع، ويعتبر بولسونارو وترامب حليفين إقليميين.
إضافة إلى ما سبق، يشترك البلدان بعضويتهما في مجموعة من المنظمات الدولية، يُذكر منها الأمم المتحدة، ومنظمة التجارة العالمية، ومنظمة الدول الأمريكية، ومجموعة الثمانية زائد 5، ومجموعة العشرين. تُعد البرازيل واحدة من الدول المناصرة لأمريكا في العالم. وفقًا لاستطلاع رأي عالمي أُجري في العام 2014، فقد نظرت نسبة 65% من البرازيليين إلى الولايات المتحدة نظرة إيجابية، وفي العام 2015 ارتفعت تلك النسبة إلى 73%. في العام 2015، ذكر 63% من البرازيليين أنهم واثقون بسلوك أوباما السلوك الصحيح في الشؤون العالمية. وفي استطلاع آخر أُجري في نهاية العام 2013، نظرت نسبة 61% من الأمريكيين للبرازيل نظرة إيجابية، في حين نظرت إليها نسبة 15% من الأمريكيين نظرة سلبية.

## التاريخ

### التاريخ المبكر
بعد انتقال البلاط الملكي البرتغالي إلى ريو دي جانيرو وافتتاح المواني للسفن الأجنبية، كانت الولايات المتحدة في العام 1815 أول دولة تفتتح قنصلية لها في البرازيل، في ريسيفي، بيرنامبوكو على الوجه التحديد. وكانت أول دولة تعترف بإعلان استقلال البرازيل في العام 1822 عن البرتغال في العام 1824. مثّل الاعتراف الأمريكي بالبلدان المستقلّة عن العواصم الأوروبية سياسة أمريكية هدفت إلى تقويض النفوذ الأوروبي في المنطقة.
تدهورت العلاقات بين البلدين في العام 1864، خلال حرب الاستقلال الأمريكية، عندما هاجمت سفن حربية تابعة للاتحاد سفينة تابعة للولايات الكونفدرالية الأمريكية واستولت عليها في ميناء باهيا. دفعت هذه الواقعة، التي سُمّيت بحادثة باهيا، الحكومة البرازيلية إلى الإعلان أن بحرية الاتحاد تصرفت على نحو غير قانوني وخرقت حالة الحياد التي التزمتها البرازيل.
خلال القرن التاسع العاشر والنصف الأول من القرن العشرين، تقلّصت العلاقات بين البلدين إلى الاشتراك بالمحافل متعددة الأطراف، مثل مؤتمر الدول الأمريكية. في المؤتمر الأول للدول الأمريكية في العام 1890، ناقشت العديد من دول الأمريكيتَين، بما فيها الولايات المتحدة والبرازيل، الانخراط في سلسلة من مشاريع الاندماج الإقليمي. ترواحت طبيعة تلك المشاريع بين العسكرية والاقتصادية. خططت الولايات المتحدة لإنشاء كتلة اقتصادية أمريكية مناهضة لأوروبا، أي اتحاد جمركي يعمد إلى تعليق الرسوم الجمركية الخارجية المفروضة على التبادلات التجارية بين بلدان الأمريكتَين، ولكنه لا ينطبق على التجارة الأوروبية-الأمريكية.
أطاحت الثورة البرازيلية في العام 1930 بطبقة الأقلية من ملّاك مزارع القهوة وحملت إلى السلطة الطبقة الوسطى الحضرية ذات المصالح التجارية والتي شجعت على التصنيع والتطوير. أدى الاندفاع الجريء في الصناعات الجديدة إلى قفزات اقتصادية بحلول العام 1933، وهو ما شجّع المستثمرين الأمريكان. خلُص القادة البرازيليون في عقدَيّ العشرينيات والثلاثينيات من القرن العشرين إلى نتيجة مفادها أن الأرجنتين تتبع سياسة خارجية تهدف ضمنًا إلى عزل البرازيل الناطقة باللغة البرتغالية عن جيرانها الناطقين باللغة الإسبانية، وذلك لتسهيل تمدد الهيمنة الاقتصادية والسياسية الأرجنتينية في أمريكا الجنوبية. وتجسّد الأسوأ من ذلك في الخوف من إطلاق الجيش الأرجنتيني الأقوى هجومًا مفاجئًا ضد الجيش البرازيلي الأضعف. لمواجهة ذلك الخطر المحدِق، وطّدت البرازيل علاقاتها مع الولايات المتحدة. في أثناء ذلك، انطلقت الأرجنتين بسياستها في الاتجاه المعاكس.

### الحرب العالمية الثانية
خلال الحرب العالمية الثانية، ظهرت البرازيل بوصفها حليفًا مخلصًا للولايات المتحدة وأرسلت قوات جيشها للقتال ضد ألمانيا، ونتيجة لذلك أغرقت يو-بوت الغواصات الألمانية سفنًا برازيلية. قدمت الولايات المتحدة 100 مليون دولارًا وفقًا لقانون الإعارة والاستئجار مقابل استخدام المطارات البرازيلية لنقل القوات والمعدات عبر المحيط الأطلسي، والقواعد البحرية لمقارعة الغواصات الألمانية، في حين التزمت الأرجنتين الحياد، بل ومالت إلى صف ألمانيا في بعض المناسبات.
تزايدت أوجه التعاون بين البرازيل والولايات المتحدة خلال الحرب العالمية الثانية. في العام 1942، خلال العهدة الرئاسية الأولى لجيتوليو فارجاس (1930 – 1945)، قدمت البرازيل إسهامات لجانب الحلفاء –الولايات المتحدة، والاتحاد السوفييتي، والمملكة المتحدة– ضد دول المحور. أدّى ذلك إلى تأسيس لجنة الدفاع البرازيلية-الأمريكية المشتركة، والتي ترأسها جيمس غاريش أورد، وعملت على تعزيز الصِلات العسكرية بين البلدين، وهو ما قلل فرص هجمات دول المحور على السفن الأمريكية نظرًا لسفر الجنود عبر المحيط الأطلسي إلى أفريقيا وأوروبا، وقلّص نفوذ دول المحور في أمريكا الجنوبية.
منحت البرازيل بصورة مؤقتة بعض الأراضي الواقعة شمال شرق البرازيل لأمريكا لتتيح لها إطلاق طائراتها لمحاربة دول المحور في أوروبا وأفريقيا (يقع الساحل البرازيلي الشمالي الشرقي أقصى شرقي الأمريكتَين). (راجع طفرة المطاط الثانية). في العام 1944، أرسلت البرازيل كذلك قوة المشاة البرازيلية ليقودها الجيش الأمريكي في أوروبا. سُرّ فارجاس بالوعد الذي قطعه فرانكلن روزفلت بمنح البرازيل مقعدًا دائمًا في مجلس الأمن، وهو الوعد الذي لم تفِ به الولايات الأمريكية لاحقًا بسبب معارضة الاتحاد السوفييتي والمملكة المتحدة.
مثلت فترة رئاسة يوريكو غاسبار دوترا (1946–1951) فاتحة فترة وجيزة من الحكم الديمقراطي بعد الإطاحة بالرئيس جيتوليو فارجاس. خلال فترة دوترا، اتسمت السياسة الخارجية للبرازيل بانسجامها الوثيق مع سياسة الولايات المتحدة. في العام 1947، حظر دوترا الحزب الشيوعي البرازيلي وقطع العلاقات الدبلوماسية مع الاتحاد السوفيتي. على العكس من السياسة الاقتصادية ذات الطابع القومي لسلفه، فقد جنح دوترا إلى فتح البلاد أمام الاستثمارات الأجنبية، التي جاء معظمها من الولايات المتحدة. ورغم ذلك، فإن تسلّم  جيتليو فارجاس مقاليد السلطة مرة أخرى في العام 1951 –بطريقة ديمقراطية هذه المرة– أدى إلى فتور في العلاقات وعودة إلى النزعة القومية الاقتصادية. نحى فارغاس باللوم على الولايات المتحدة للإطاحة به في العام 1945 ولعب على وتر القومية البرازيلية، وهو الشعور الذي كان يتصاعد لدى العديد من القطاعات، من ضمنها القوات المسلحة.

## مقارنة بين البلدين
هذه مقارنة عامة ومرجعية للدولتين:
| وجه المقارنة                                              | البرازيل | الولايات المتحدة                                                                                                  |
| --------------------------------------------------------- | --- | --- |
| المساحة (كم2)                                             | 8.52 مليون | 9.83 مليون |
| عدد السكان (نسمة)                                         | 202.66 مليون | 311.58 مليون |
| الكثافة السكانية (ن./كم²)                                 | 23.79 | 31.7 |
| العاصمة                                                   | برازيليا، ريو دي جانيرو | واشنطن العاصمة |
| اللغة الرسمية                                             | برتغالية برازيلية، Brazilian Sign Language ‏ | لغة إنجليزية |
| العملة                                                    | ريال برازيلي، كروزيرو ريال برازيلي ‏، كروزيرو البرازيلية (1990–1993)، البرازيلي كروزادو نوفو، كروزادو برازيلي، cruzeiro ‏، كروزيرو البرازيلية (1942–1967)، الريال البرازيلي (قديم) | دولار أمريكي |
| الناتج المحلي الإجمالي (بليون دولار)                      | 2.06 تريليون | 19.39 تريليون |
| الناتج المحلي الإجمالي (تعادل القوة الشرائية) بليون دولار | 3.22 تريليون | 18.04 تريليون |
| الناتج المحلي الإجمالي الاسمي للفرد دولار أمريكي          | 8.54 ألف | 56.12 ألف |
| الناتج المحلي الإجمالي للفرد دولار أمريكي                 | 15.89 ألف | 54.63 ألف |
| مؤشر التنمية البشرية                                      | 0.754 | 0.920 |
| رمز المكالمات الدولي                                      | +55 | +1 |
| رمز الإنترنت                                              | .br | .us، حكومة، .mil، Edu.                                                                                            |
| المنطقة الزمنية                                           | | توقيت ساموا الأمريكية، توقيت أطلنطي موحد، منطقة زمنية وسطى، توقيت ألاسكا ‏، المنطقة الزمنية الجبلية، توقيت تشامرو ‏ |

## مدن متوأمة
في ما يلي قائمة باتفاقيات التوأمة بين مدن برازيلية وأمريكية:
- ترتبط بليم مع سان فرانسيسكو باتفاقية توأمة.
- ترتبط غوفيرنادور فالاداريس مع فرامينغهام باتفاقية توأمة.
- ترتبط سالفادور مع فيلادلفيا باتفاقية توأمة.
- ترتبط بالماس مع كولورادو سبرينغس باتفاقية توأمة.
- ترتبط فورتاليزا مع ميامي بيتش باتفاقية توأمة.
- ترتبط كامبو غراندي مع سانت بول باتفاقية توأمة.
- ترتبط فيتوريا، البرازيل مع جيرسي سيتي باتفاقية توأمة.
- ترتبط ساو باولو مع مقاطعة ميامي داد باتفاقية توأمة منذ 2004.[18][18][18][18]
- ترتبط ساو لويز مع سانت لويس باتفاقية توأمة.
- ترتبط كامبيناس مع إنديانابوليس باتفاقية توأمة منذ 1995.
- ترتبط ماناوس مع تشارلوت باتفاقية توأمة.
- ترتبط برازيليا مع نيويورك باتفاقية توأمة منذ 2004.
- ترتبط لوندرينا مع توليدو باتفاقية توأمة.
- ترتبط غويانيا مع سياتل باتفاقية توأمة.
- ترتبط فلوريانوبوليس مع روانوك باتفاقية توأمة.
- ترتبط ريبيراو بريتو مع سان ليندرو باتفاقية توأمة.
- ترتبط Aquiraz [الإنجليزية]‏ مع فريدريك باتفاقية توأمة.
- ترتبط ريو دي جانيرو مع ميامي باتفاقية توأمة منذ 1969.
- ترتبط جوينفيل مع تشيسابيك باتفاقية توأمة.
- ترتبط نيتيروي مع أنابولس باتفاقية توأمة.
- ترتبط بارينتينس مع مونتغومري باتفاقية توأمة.
- ترتبط كوريتيبا مع جاكسونفيل باتفاقية توأمة.[19][19][20][20]
- ترتبط بيلو هوريزونتي مع شيكاغو باتفاقية توأمة منذ 2006.
- ترتبط بارباسينا مع برلنغتون باتفاقية توأمة.

## منظمات دولية مشتركة
يشترك البلدان في عضوية مجموعة من المنظمات الدولية، منها:
| علم المنظمة | اسم المنظمة                        | تاريخ انضمام البرازيل | تاريخ انضمام الولايات المتحدة |
| ----------- | ---------------------------------- | --------------------- | ----------------------------- |
|             | وكالة ضمان الاستثمار متعدد الأطراف | 7 يناير 1993          | 12 أبريل 1988                 |
|             | الاتحاد الدولي للاتصالات           | 4 يوليو 1877          | 1 يوليو 1908                  |
|             | يونسكو                             | 4 نوفمبر 1946         | 4 نوفمبر 1946                 |
|             | البنك الإفريقي للتنمية             | ?                     | ?                             |
|             | الأمم المتحدة                      | 24 أكتوبر 1945        | 24 أكتوبر 1945                |
|             | مؤسسة التمويل الدولية              | 31 ديسمبر 1956        | 20 يوليو 1956                 |
|             | منظمة الشرطة الجنائية الدولية      | ?                     | ?                             |
|             | الاتحاد البريدي العالمي            | ?                     | ?                             |
|             | منظمة حظر الأسلحة الكيميائية       | ?                     | ?                             |
|             | مجلس الأمن التابع للأمم المتحدة    | 1946                  | 17 يناير 1946                 |
|             | منظمة التجارة العالمية             | ?                     | ?                             |
|             | نظام تحكم تكنولوجيا القذائف        | 1995                  | 1987                          |
|             | مجموعة الموردين النوويين           | ?                     | ?                             |
|             | البنك الدولي للإنشاء والتعمير      | 14 يناير 1946         | 27 ديسمبر 1945                |
|             | مؤسسة التنمية الدولية              | 15 مارس 1963          | 24 سبتمبر 1960                |
|             | الفريق المعني برصد الأرض           | ?                     | ?                             |
|             | مجموعة العشرين                     | ?                     | ?                             |

## أعلام
هذه قائمة لبعض الشخصيات التي تربطها علاقات بالبلدين:
- أنطونيا موري (21 مارس 1866 – 8 يناير 1952)
- باولا عبدول (19 يونيو 1962[31][32] – )
- توماس مان (أديب ألماني، 6 يونيو 1875[33][34][35] – 12 أغسطس 1955[33][34][35])
- جوردانا بروستر (ممثلة أمريكية، 26 أبريل 1980 – )
- جوليا لوي دريفوس (ممثلة كوميدية أمريكية مواليد 1961، 13 يناير 1961[36][37] – )
- سكاي فيريرا (8 يوليو 1992[38][39] – )
- كاميلا بيل (ممثلة أمريكية، 2 أكتوبر 1986 – )
- كاميلا منديس (ممثلة من الولايات المتحدة الأمريكية، 29 يونيو 1994 – )
- ليندا بيري (مغنية أمريكية، 15 أبريل 1965[40] – )
- مورينا باكارين (2 يونيو 1979 – )
- ميارا والش (ممثلة أمريكية، 18 فبراير 1988[41] – )
- ناتاليا كيلي (مغنية نمساوية، 18 ديسمبر 1994[42] – )
- هنري درابر (7 مارس 1837[43] – 20 نوفمبر 1882[43])
- هيلي بالدوين (22 نوفمبر 1996 – )
- يايا داكوستا (15 نوفمبر 1982 – )

## وصلات خارجية
- موقع وزارة الخارجية البرازيلية
- موقع وزارة الخارجية الأمريكية